# Matthew Arias
Matthew Arias, conocido también por su nombre artístico Matteo, es un músico y editor de cine originario de Los Ángeles, California. Ha sido galardonado con dos premios Emmy. Arias nació en el condado de Monterey, California, en 1991, aunque creció principalmente en Claremont, un suburbio de Los Ángeles.

## Música
Arias es un músico multinstrumentista activo desde 2009. Ha realizado varias giras por los EE. UU. y ha colaborado con marcas como Urban Outfitters y American Apparel. Ha sido miembro de varias bandas anteriores, incluyendo Golden Animals, Vox Waves y Slow White. En 2012, Arias se unió a Vox Waves y la banda firmó con el sello Softdrive Records del cantante Scott Weiland, pero debido a las circunstancias que rodearon la muerte de Weiland, la banda nunca lanzó su álbum debut. En 2016, Arias se unió a la banda Golden Animals y permaneció como miembro hasta 2018. En 2019, Arias realizó una gira con la banda de Los Ángeles Mystic Braves durante sus giras internacionales por Estados Unidos y Europa. En 2018, fundó su propio grupo, Windows, que lanzó sus primeros sencillos en el verano de 2020. En febrero de 2023, la banda lanzó dos nuevos sencillos de estudio.

## Cine y Television

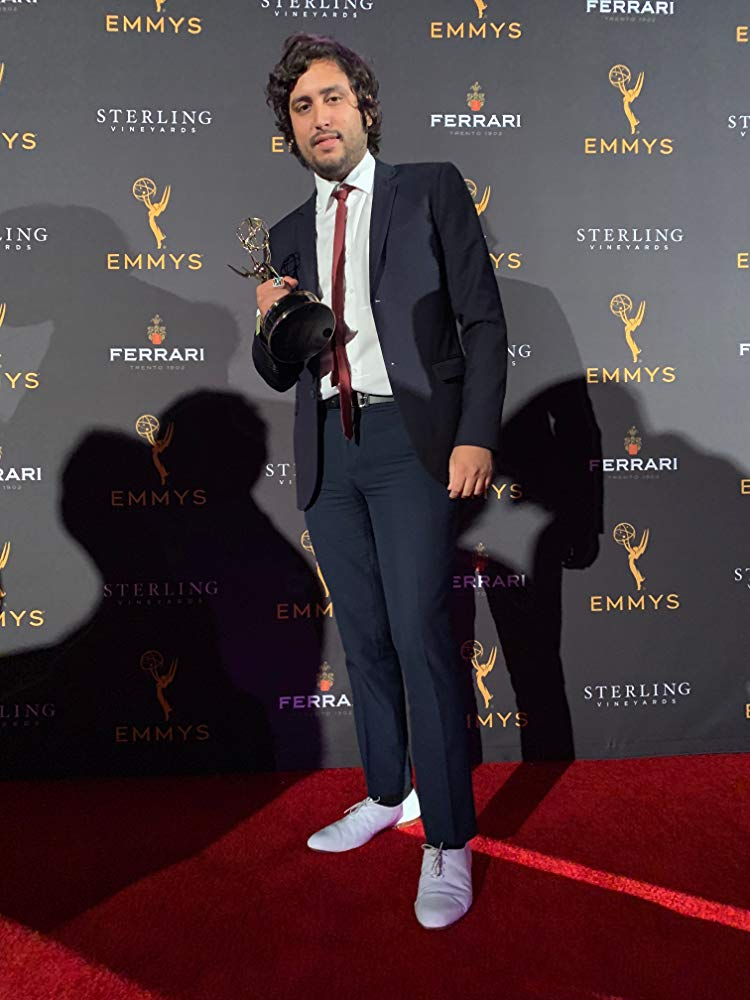
Arias en Saban Media Center con Emmy (2017)

En 2011, Arias comenzó a trabajar en la industria del cine y la televisión como editor de programas de televisión en español para Estrella TV. Más tarde, cambió al mercado en inglés y tuvo un descanso en Fuse TV en 2015 antes de convertirse en editor freelance para NBC Universal. Ha sido nominado varias veces al Emmy y ha ganado dos premios Emmy en 2017 y 2019, respectivamente, por su trabajo en la edición de periodismo de investigación con NBC. Además, ha sido nominado y ha recibido varios premios Golden Mike y un premio Génesis de la Humane Society en 2019 por su trabajo en la industria de las noticias. Es un miembro activo de la Academia de Artes y Ciencias de la Televisión.